# Nagrade i nominacije The Bambi Molestersa
Popis nagrada i priznanja hrvatske rock skupine, The Bambi Molesters.

## Crni mačak
| Godina | Kategorija                   | Nominirani rad                 | Rezultat   | Ref.  |
| ------ | ---------------------------- | ------------------------------ | ---------- | ----- |
| 1998.  | Nove rock nade               | Dumb Loud Hollow Twang         | Nominacija | [ 1 ] |
| 1998.  | Najbolji dizajn omota albuma | Dumb Loud Hollow Twang         | Nominacija | [ 1 ] |
| 2002.  | Album godine                 | Sonic Bullets: 13 from the Hip | Osvojili   | [ 2 ] |
| 2002.  | Najbolja produkcija          | Sonic Bullets: 13 from the Hip | Osvojili   | [ 2 ] |
| 2002.  | Najbolji dizajn omota albuma | Sonic Bullets: 13 from the Hip | Osvojili   | [ 2 ] |
| 2002.  | Najbolji rock izvođač        | —                              | Nominacija | [ 3 ] |
| 2002.  | Najbolja pjesma              | "Theme from Slaying Beauty"    | Nominacija | [ 3 ] |
| 2002.  | Najbolji video               | "Theme from Slaying Beauty"    | Nominacija | [ 3 ] |
| 2003.  | Najbolji video               | "Chaotica"                     | Nominacija | [ 4 ] |

## Europski nezavisni album godine
| Godina | Kategorija                      | Nominirani rad          | Rezultat   | Ref.  |
| ------ | ------------------------------- | ----------------------- | ---------- | ----- |
| 2011.  | Europski nezavisni album godine | As the Dark Wave Swells | Nominacija | [ 5 ] |

## Nagrada Indexi
| Godina | Kategorija          | Nominirani rad          | Rezultat   | Ref.  |
| ------ | ------------------- | ----------------------- | ---------- | ----- |
| 2011.  | Najbolji rock album | As the Dark Wave Swells | Nominacija | [ 6 ] |

## Nagrada Porin
| Godina | Kategorija                      | Nominirani rad                 | Rezultat   | Ref.   |
| ------ | ------------------------------- | ------------------------------ | ---------- | ------ |
| 2002.  | Najbolja instrumentalna izvedba | Sonic Bullets: 13 from the Hip | Osvojili   | [ 7 ]  |
| 2003.  | Najbolja instrumentalna izvedba | For a Few Guitars More         | Osvojili   | [ 8 ]  |
| 2004.  | Najbolja instrumentalna izvedba | "Pearl Divin'"                 | Nominacija | [ 9 ]  |
| 2004.  | Najbolji pop-rock i rock album  | Dumb Loud Hollow Twang Deluxe  | Nominacija | [ 9 ]  |
| 2004.  | Najbolje likovno oblikovanje    | Dumb Loud Hollow Twang Deluxe  | Nominacija | [ 10 ] |
| 2004.  | Najbolji video program          | Backstage Pass                 | Osvojili   | [ 11 ] |
| 2010.  | Najbolja instrumentalna izvedba | As the Dark Wave Swells        | Osvojili   | [ 12 ] |
| 2011.  | Najbolji album rock glazbe      | As the Dark Wave Swells        | Osvojili   | [ 13 ] |
| 2011.  | Najbolji instrumentalni album   | As the Dark Wave Swells        | Osvojili   | [ 13 ] |
| 2011.  | Najbolja instrumentalna izvedba | "The Kiss-Off"                 | Osvojili   | [ 13 ] |
| 2012.  | Najbolji koncertni album        | A Night in Zagreb              | Nominacija | [ 14 ] |
| 2012.  | Najbolja instrumentalna izvedba | "Mindbender"                   | Nominacija | [ 14 ] |

## Nagrada Status
| Godina | Kategorija | Nominirani rad                           | Rezultat | Ref.          |
| ------ | ---------- | ---------------------------------------- | -------- | ------------- |
| 2011.  | Bas gitara | Lada Furlan Zaborac za A Night in Zagreb | Osvojila | [ 15 ] [ 16 ] |

## Zlatna Koogla
| Godina | Kategorija              | Nominirani rad        | Rezultat   | Ref.   |
| ------ | ----------------------- | --------------------- | ---------- | ------ |
| 2004.  | Koncertni nastup godine | Backstage Pass        | Nominacija | [ 17 ] |
| 2004.  | Najbolja web stranica   | thebambimolesters.com | Nominacija | [ 17 ] |